# Fabronia bizotii
Fabronia bizotii är en bladmossart som beskrevs av Pócs in Bizot och Tamás Pócs 1982. Fabronia bizotii ingår i släktet Fabronia och familjen Fabroniaceae. Inga underarter finns listade i Catalogue of Life.